# 色覚異常

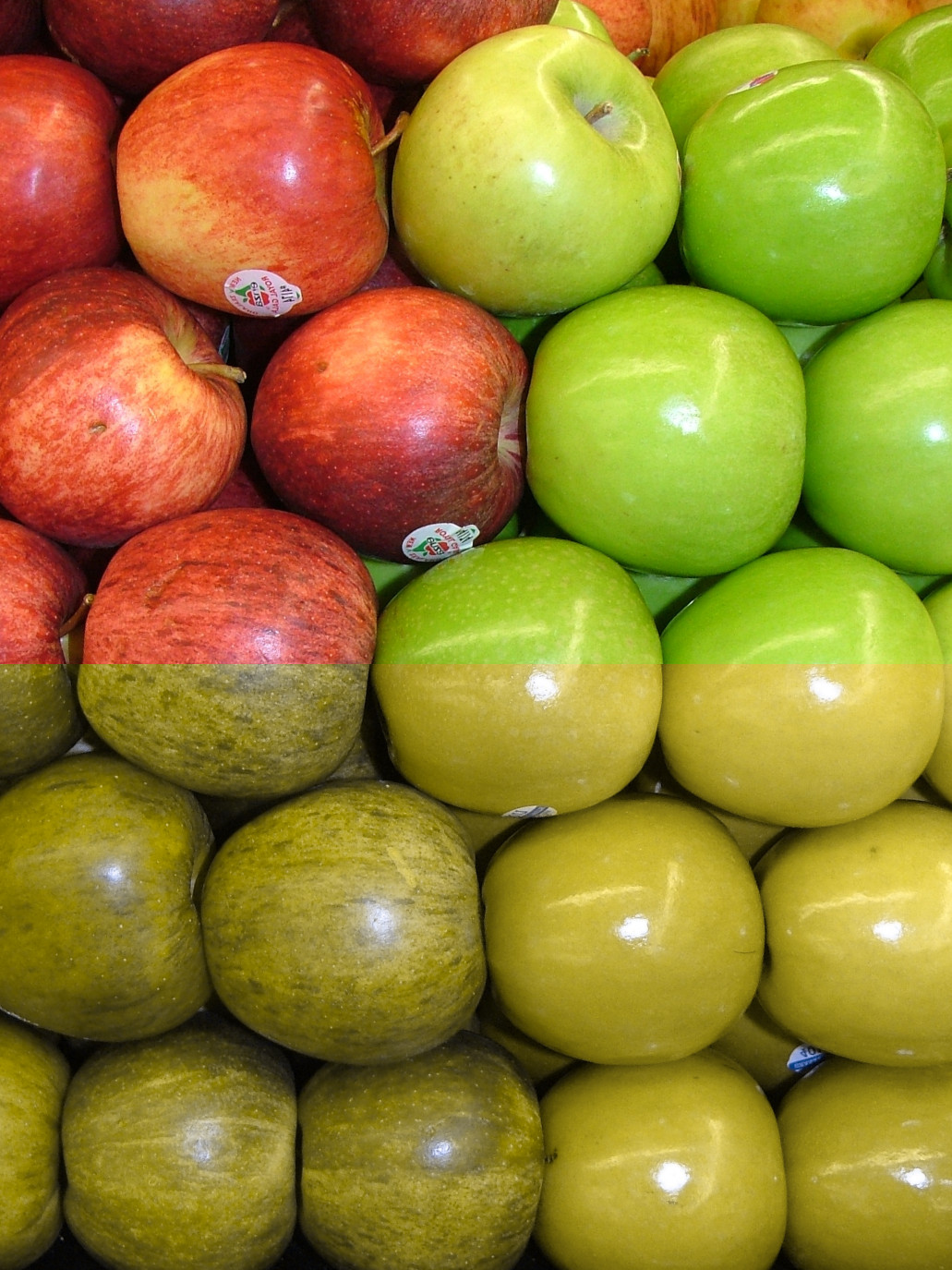
赤と緑のリンゴの見え方の違いのイメージ

色覚異常（しきかくいじょう）とは、色の見え方や色の区別が一般的な人と異なる状態。一般的な人が見分ける色の違いを見分けにくいという特徴がある。
色覚異常は学術用語であるが不適切であるという批判も多く、代替語として色覚障害、色弱、小数色覚なども使われる。以前は長らく色盲と呼ばれていたが、差別語とされ医学的にも廃止された。また色覚異常に関連して色覚特性や色覚多様性という用語も使われる

。

## 概要
2017年には日本遺伝学会が、ヒトが持つ多様な色覚に着目した「色覚多様性」という概念を提唱し、色の見え方はヒトによって多様であり、色覚異常は「異常」ではなく、ヒトにおける色覚の「多様性」の1つであるとした
。
一方で、正常色覚とされる範囲は、眼科学によって定義される。要因が先天性である場合を先天色覚異常、後天性である場合を後天性色覚異常と分類する。先天色覚異常の発生頻度は、日本では男性で約5%、女性で約0.2%とされる。しかし、地域によって異なり、例えば、フランスや北欧では、男性で約10%、女性で約0.4%である。また、アフリカ系のヒトでは、2 - 4%程度である。なお、ヒトの色覚は、X染色体と関連性が強いため、X染色体のペアを有する女性の方が、先天色覚異常は少ない傾向が見られる
。

## 「色覚異常」の呼び方について
日本では「色覚異常」はさまざまな別名が存在し、社会的に十分な合意が取れた用語というものが存在していない状況である
。

### 色覚異常
「色覚異常」という用語は昭和後期から使われていたが、2005年に日本眼科医会によって従来の「色盲」「色弱」という呼び方が廃止された際、学術用語と定義された。しかし、「色覚異常」という呼び方は不適切で、新しい用語が必要であるという指摘は少なくない
。
不適切とされる理由のひとつは、「異常」という呼称には抵抗がある、という当事者らの心理的な問題である。カラーユニバーサルデザイン機構による調査では、「色覚異常」は最も多くの人が差別的と感じる呼称であった。2000年ごろに青森県で行われたアンケートでも、「色覚異常」という呼び方については「悪い」という回答が最多であった。ユーザ工学の研究者である黒須正明は、「異常」や「異常者」という言い方には「違和感と不快感を覚える」と述べている
。
不適切とされる別の理由として、科学的な視点からも「異常」と考えるのは適切ではないという主張がある。日本遺伝学会は、生物学的には「異常ではなく、多様な視覚の1つにすぎない」という立場を明確にし、2017年に「色覚異常」という用語を廃止した。1995年、視覚生理学者の村上元彦は、異常か正常かは数の問題であり、日本に約300万人いるものを異常と呼ぶのは適当だろうか、と疑問を提起した。また視覚研究者の篠田博之は2007年の著書の中で、個人的な意見としつつ「異常や障害、色盲や色弱といった良し悪しや価値観を含む語彙を用いず、視力のように単純に数字を用いて色覚型を表現したい」と表明している
。

### 色盲
日本では2004年以前は眼科の診断名として「色盲」「色弱」いう呼称が使われていたが、2005年に日本眼科学会によって正式に廃止された。「色盲」は現在では歴史的な文脈でのみ使われる用語となっている。そもそも、医学的に定義されていたのは「全色盲」「第1色盲」「第2色盲」「第3色盲」であり、これらを総称して「色盲」と呼ぶことは正式な眼科用語ではなく、慣用にすぎなかったとされる
。「色盲」は本来の学術用語とは異なる意味で世間で使われ「色がまったく見えない人」と誤解されることが多かったが、色覚がまったくない「全色盲」は極めて稀であり、大部分の色覚異常者は色は見えている。
また、「色盲」は差別語とされる問題もあった。1990年代にはすでにマスメディアなどは「色盲」を差別用語であるとして使用を避ける傾向にあった。カラーユニバーサルデザイン機構による調査でも、「色盲」は「色覚異常」に次いで多くの人が差別的と感じる呼称であった
。これに反対する意見もあり、国立遺伝学研究所の岡部正隆は、本来的には価値判断を含んでいない「色盲」の方が「異常」や「障害」と呼ぶよりは良いとして2002年ごろから「色盲」を使ったが、どうしても差別語と受け取られてしまうことから2004年には方針転換をし「色盲」の使用を中止した
。
このように複合的な理由で「色盲」という用語は使われなくなっていったと考えられる。

### 色覚障害
「色覚障害」は学術用語ではなく、社会的用語とされる
。
新聞などの報道関連では「色覚異常」は差別語・不快用語にあたるとして「色覚障害」を使用することを表明している
。国土交通省が所管するバリアフリー関連などの領域においても「色覚障害者」という表現が公的に使われている
。1980年代には国立大学協会が「色覚障害」「色覚障害者」などを使っており、1990年代には色彩学の書籍でも「色覚障害」が使われた例がある。
しかし、「色覚障害」は必ずしも当事者から歓迎されておらず、カラーユニバーサルデザイン機構による調査でも、「色覚異常」「色盲」に次いで多くの人が差別的と感じる呼称であった。また、色覚異常者は多くの場合は障害がないので、即ハンディキャップを肯定するという点で抵抗のある呼び方だといった主張もある
。なお、色覚異常は身体障害者手帳の交付対象ではなく、障害として扱うべきかどうかという議論がある。

### 色覚特性
「色覚特性」は、1990年代に眼科医の高柳泰世が「色盲」「色弱」「色覚異常」「色覚障害」はいずれも不適切とし、これに代わる呼び名として提唱した語として知られている。名古屋市教育委員会や名古屋市の学校で使用するなどした。高柳は「検査がなくなっても、色覚特性のものは必ずいる」「欧米に見られるような人前で自ら色覚特性を宣言できる明るい社会」

「色覚特性をお持ちの」

というように、色覚異常の言い換えとして「色覚特性」という言葉を使っている。
これに対し、眼科医の長澤和弘は、より一般的な概念を指すはずの言葉を色覚異常のみを指す語にするという提案には無理があり認められない、と主張した。同様に、「色覚正常」の人も「色覚正常という色覚特性」を持っていると言えるため、違和感がある表現との指摘がある。
2025年現在、「色覚特性」という言葉は色彩学の世界で使われているが、高柳の提唱した「色覚異常」の言い換えではない。2019年発行の色彩検定の公式テキストでは「色の識別にかかわる個々の性質のことを色覚特性といいます」と説明している
。「色覚特性の多様性」という表現もあり、色覚正常も色覚異常も、さまざまな色覚特性のひとつという立場である。日本色彩学会論文誌に掲載された論文においても「色覚特性」の語は使われたが、「色覚の特性を示す用語として用い、色覚異常の代替語としては用いていない」旨が明記された。

## 分類

### 先天色覚異常

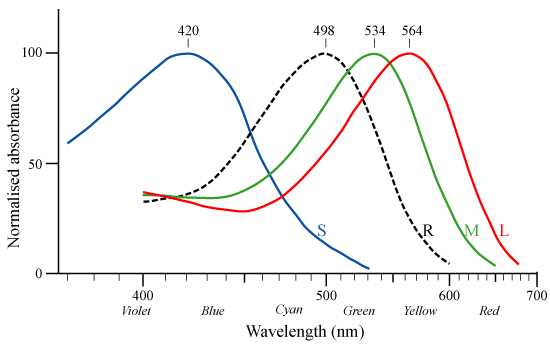
ヒトの錐体細胞（S、M、L）と桿体細胞（R）が含む、視物質の光の吸収スペクトル。黒の破線が桿体細胞のスペクトル。青の線は、短波長側（short）に吸光極大を有するS錐体のスペクトル。赤の線は、長波長側（long）に吸光極大を有するL錐体のスペクトル。緑の線は、この2種類の錐体細胞の中間（middle）に吸光極大を有するM錐体のスペクトルである。例えば、S錐体は、俗に「青錐体」などと呼ばれる事例も見られるものの、青色の光のみを吸収するわけではない。いずれの視細胞も単一の波長にだけ反応するわけではない点に注意を要する。

#### 1色覚
錐体細胞を全く持たない場合、または、S・M・Lのいずれか1つしか錐体細胞を持たない場合に発生する。発症は数万人に1人と少ない。
錐体細胞を全く持たない場合は、弱い光を感知するために主に利用される桿体細胞のみに光の検知を頼る形になる。暗い場所では正常色覚者でも色が判別不能になり、細かい形状もわかりにくくなる（視力が低下する）が、錐体細胞が全くない場合は、明るい環境でもこの状態になる。つまり、色が全く識別できないだけでなく、弱視などの症状が現れる。視力は0.1程度に留まる。近視などと違い網膜の問題であるため、眼鏡では色覚も視力も改善しない。また、明る過ぎる環境では桿体細胞が正常に働かず、さらに視力が低下する。これに対してはサングラスや遮光眼鏡で対処する。
S錐体のみを持つ場合、ヒトも場合は元来のS錐体自体の数が、M錐体・L錐体に比して約10分の1しかないため、錐体細胞を全く持たない場合とあまり変わらない症状になる。視力は0.3程度。
M錐体またはL錐体のみを持つ場合は、色の識別はできなくとも、視力は比較的良好に保たれる。ただし、このような事例は、極めて稀である。

#### 赤緑異常
先天色覚異常の中で最も多く存在し、赤系統や緑系統の色の弁別に困難が生じるヒトが多いとされる。色の弁別に困難が生じるだけで、視力は正常である。日本人では男性の約5%、女性の0.2%が先天赤緑異常で、日本全体では約290万人が存在する。北欧にルーツを持つ男性では約8%、女性では約0.4%で先天赤緑異常が見られる。

#### 青黄色覚異常
S錐体の異常（第3色覚異常）により発生する。先天的な青黄色覚異常は、非常に稀である。正常色覚者でもS錐体の数は少なく、そこからの情報は補助的にしか利用していないため、生活上の不便は特になく、本人も周囲の者も気付かない場合が多い。日本の学校でかつて全員に行われていた色覚検査でも、赤緑異常の検出に主眼を置いていたため、発見される機会も少なかった。
強度の青黄色覚異常の場合、かすかに緑がかった黄色と青紫色が中性点（無彩色に見える点）となる。しかし、赤緑異常での中性点が、日常的に同明度で区別を要する状況が頻出するのに対し、黄色と青紫が同明度で使われることは、まずあり得ない。また、緑と青の区別も難しいが、正常者でも青と緑は区別しない傾向にあるため、周囲の者も気付かないだけである。逆に赤緑異常の者にとっては、青と緑は違う色に見え、正常者が区別しない傾向にあることを不思議に感じる場合が多い。逆に言えば「正常色覚」は、青と緑の判別力が相対的に弱いと言える。また、青黄色覚異常のヒトは、赤から緑にかけての色の識別は問題が出ないものの、緑から青にかけての色の識別は正常色覚よりも劣る。S錐体が欠損しているため波長410 nm前後の光を吸収できず、厳密には紫みを帯びた青は黒く見え、黄色は白く見えるようになる。

#### まとめ

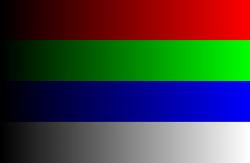
正常色覚RGBW

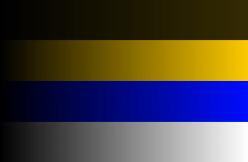
1型2色覚RGBW

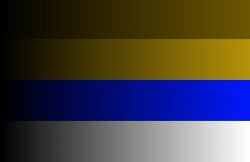
2型2色覚RGBW

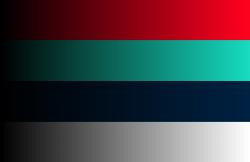
3型2色覚RGBW

実際の患者によるヒアリングによると、3型は絵のように青がここまで黒くなく、もう少し青く見えると判明した。錐体細胞の異常の有無と現れる色覚異常の関係を表にまとめると、下記の通りである。
| 錐体細胞 | 錐体細胞 | 錐体細胞 | 名称     | 症状                                                                                   | 発生頻度                                     |
| S        | M        | L        | 名称     | 症状                                                                                   | 発生頻度                                     |
| -------- | -------- | -------- | -------- | -------------------------------------------------------------------------------------- | -------------------------------------------- |
| ○        | ○        | ○        | 正常色覚 | 正常（無症状）                                                                         | ヒトの大多数の色覚。                         |
| ○        | ○        | ×        | 1型色覚  | 赤系統 - 緑系統の色弁別に困難が生じるが、 正常色覚とほぼ同程度の弁別能を持つ者も多い。 | 日本では男性約20人に1人。 女性約500人に1人。 |
| ○        | ×        | ○        | 2型色覚  | 赤系統 - 緑系統の色弁別に困難が生じるが、 正常色覚とほぼ同程度の弁別能を持つ者も多い。 | 日本では男性約20人に1人。 女性約500人に1人。 |
| ×        | ○        | ○        | 3型色覚  | 正常色覚とほとんど変わらないが、 正常色覚と比べて全体的に色がくすんで暗く見える。      | 日本では数万人に1人                          |
| ×        | ×        | ○        | 1色覚    | 色は識別できないが、視力は正常。                                                       | 日本では数万人に1人。                        |
| ×        | ○        | ×        | 1色覚    | 色は識別できないが、視力は正常。                                                       | 日本では数万人に1人。                        |
| ○        | ×        | ×        | 1色覚    | 色が識別できず、視力も低い。                                                           | 日本では数万人に1人。                        |
| ×        | ×        | ×        | 1色覚    | 色が識別できず、視力も低い。                                                           | 日本では数万人に1人。                        |

- 日本眼科学会が2005年に更新した色覚関連用語は以下の通りである[29]。

| 医学用語（現行） | 医学用語（2004年以前）  | 英語名                  |
| ---------------- | ----------------------- | ----------------------- |
| 1色覚            | 全色盲                  | achromatopsia           |
| 2色覚            | 2色型色覚               | dichromatism            |
| 3色覚・正常色覚  | 正常3色型色覚・正常色覚 | normal trichromatism    |
| 異常3色覚        | 異常3色型色覚・色弱     | anomalous trichromatism |
| 1型色覚          | 第1色覚異常             | protan defect           |
| 1型2色覚         | 第1色盲・赤色盲         | protanopia              |
| 1型3色覚         | 第1色弱・赤色弱         | protanomaly             |
| 2型色覚          | 第2色覚異常             | deutan defect           |
| 2型2色覚         | 第2色盲・緑色盲         | deuteranopia            |
| 2型3色覚         | 第2色弱・緑色弱         | deuteranomaly           |
| 3型色覚          | 第3色覚異常             | tritan defect           |
| 3型2色覚         | 第3色盲・青色盲         | tritanopia              |
| 3型3色覚         | 第3色弱・青色弱         | tritanomaly             |

### 後天色覚異常
後天色覚異常は視覚系の障害に生じて起こる症候（随伴症状）のうち先天性でないものすべてで、病変部位も要因も様々である（加齢変化・心因性色覚異常・色視症など）、後天性色覚異常ではS錐体に障害を受けた黄青判別の異常の報告例が多いが、これはL錐体・M錐体に異常が起きると色覚以前に視力障害の影響が大きく「視力に異常をきたさずに色覚だけ異常が起きている」という状況がS錐体の障害以外では起きないためである。そもそも後天的に選択的に特定種類の錐体だけ障害がおこるというのが考えにくく（特殊な遺伝性疾患などでは考えられる）、元々少ないS錐体が減った場合はともかく赤緑の判別が難しいほどL錐体・M錐体が障害を受けている場合は青黄の判別の判別もできなくなっている場合が多い。
また、古いうちから「視野狭窄の色彩版」のようなものが報告されていて、健常者でも視野で実際によく見えるのは中心部のみで外側に行くほどはっきり見えなくなるが、「このはっきり見えない」は形状だけではなく色にも当てはまり、緑→赤→青の順に見えなくなっていき視野の最外部はほぼ色の判別ができなくなる。病気などでこの「色がわかる範囲」が狭まる現象が起きることがあり、これを後天性色盲と言われたが、先天性の物と違って全色盲・赤緑色盲といった分類はなく不規則で片目の一部だけ色が見えなくなる状態であること、むしろ同時に起こる視力低下の方が通常問題となるため、存在自体は古くから確認されていたものの色盲としてはあまり注意されなかった

これ以外の事例として、第四次視覚野に銃弾を撃ち込まれてその部位だけ壊されてしまった事で色の判別ができなくなり、視界が白黒に映るようになったという例がある（全色盲の例でもある）。銃弾が速く鋭利に発展したため、脳の一部のみを破壊する例が増え、こうした症例も確認されるようになったとされる。

## 検査・評価
色覚検査は難しく、ひとつの検査法を適用しただけでは検出漏れが起きたり偏った判定をする危険性がある。いくつかの検査法を併用し、ひとりひとりについて総合判断を下す必要があるとされる。

### 仮性同色表

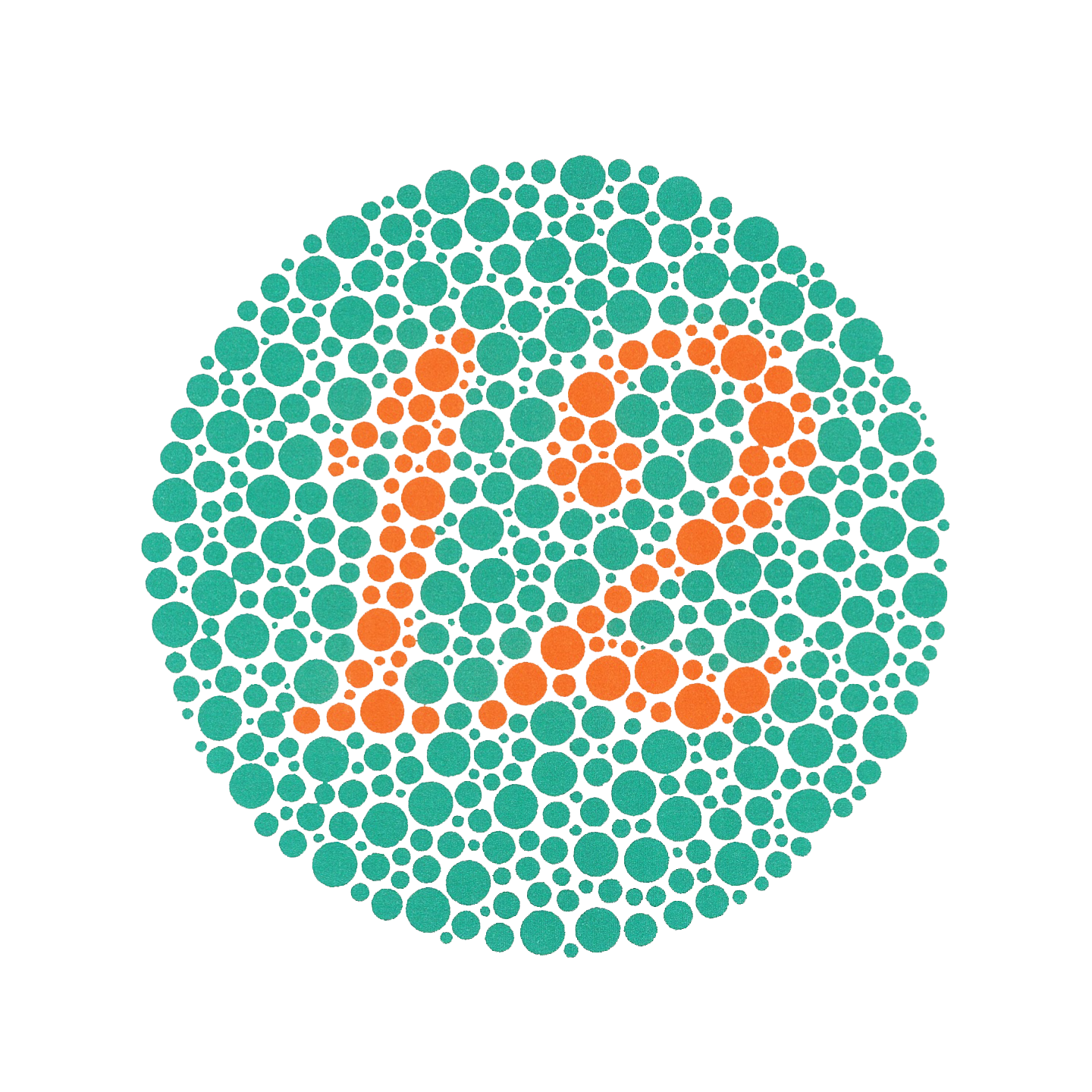
石原表の一例

仮性同色表とは、いわゆる色覚検査表である。仮性同色とは、色覚正常者には異なって見える色が色覚異常者には同じ色に見えることを意味する
。
色覚異常を有すると数字などが読めない指標や、色覚異常を有する場合とない場合で異なる物が読める指標、色覚異常者には読め、正常色覚者には読めない指標を読ませる方法で色覚異常を検出する。この方法は感度が高く、ほとんど正常に近い色覚異常でも検出できる
。色覚特性に対する高い検出力、検査の簡便さや準備の手軽さ、低費用などの長所を有するため、色覚検査で頻用される方法の1つであり、精密検査の際に、他の色覚検査法に先立って行われる場合も多い。
仮性同色表には複数の種類があるが、最も有名なものは石原表で、色覚検査表と言えば石原表を意味するほどに日本では普及している。また、世界的にも用いられている
。
代表的な仮性同色表には以下のようなものがある。
- 石原表
- 石原・大熊表
- 東京医科大学色覚検査表 (TMC表）
- 標準色覚検査表 第1部 先天異常用 (SPP-1)

なお、色覚異常者でも、後述の理由でカラーセロファンなどの一般的な色フィルターをかざすことで、色覚検査表を判読することができる場合がある。

### アノマロスコープ

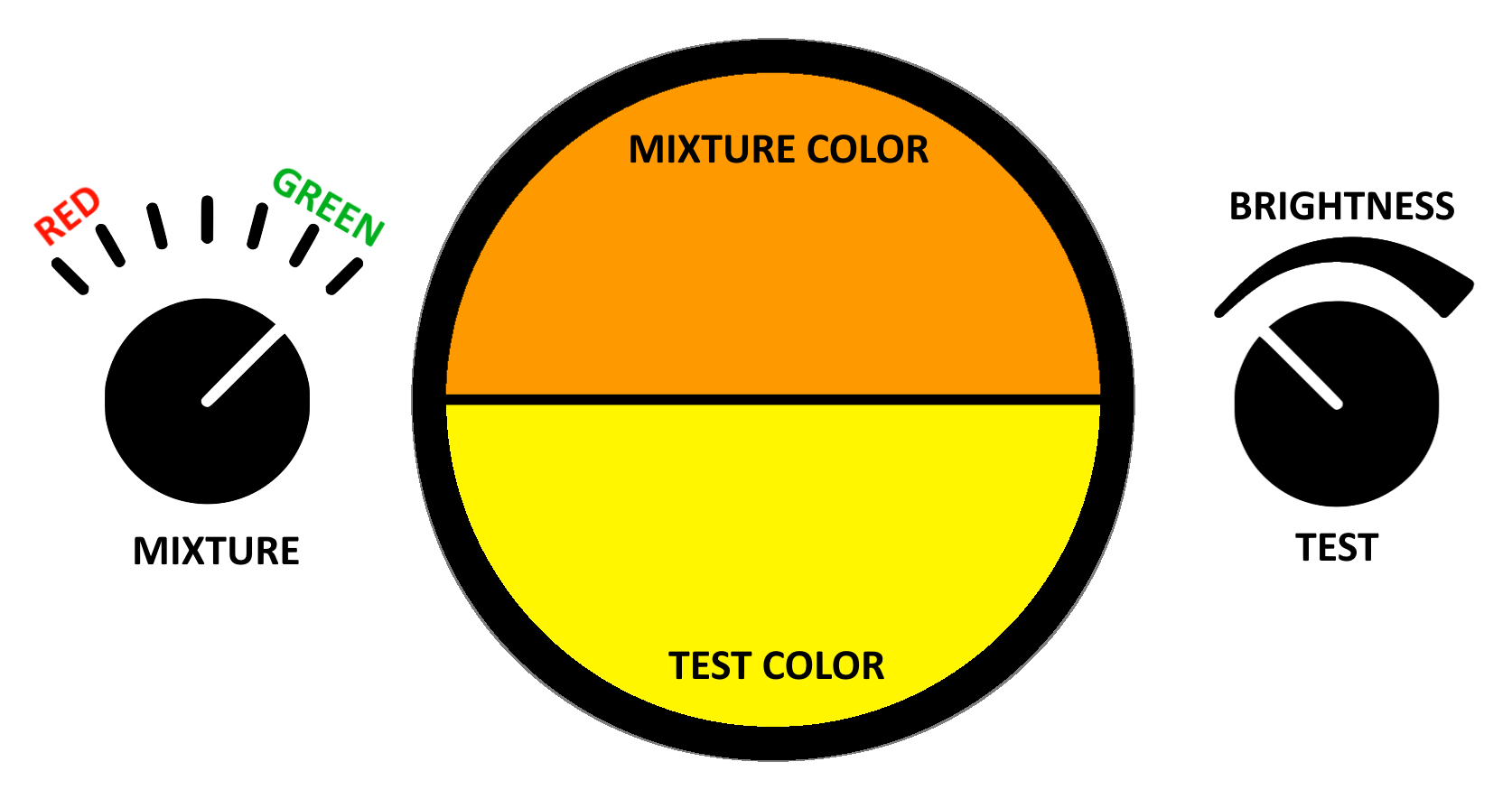
レイリーマッチを使用したアノマロスコープ

赤緑異常の評価に頻用される。緑の光と赤の光を混合すると黄色く見えるが、これを黄色の波長の光を見ながら同じく見えるように混合比を調節させる物である。赤緑異常を持っている場合、正常人に比べて混合比がどちらかに大きく偏る傾向が見られる。

### パネルD-15テスト

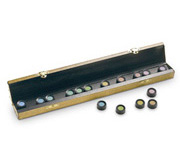
D15テストセット

連続した色相の15個のチップを、色が連続的に変化するように並べる方法である。ある2色の区別が難しい場合は、それ以外の色の変化のみに着目した配列にしてしまうため、色覚異常の種類・程度を判別できる。
航空業界や船舶業界では、石原表と合わせて検査に使われている（後述）。

## 色覚異常者の見る色

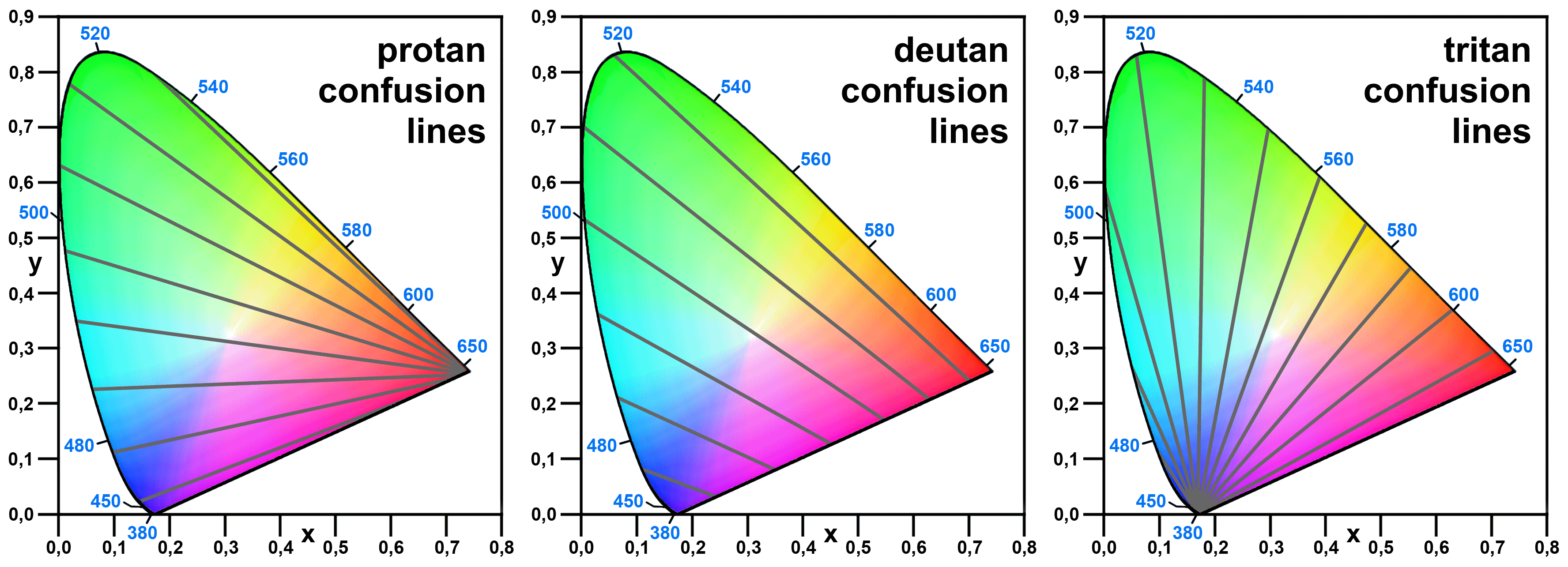
CIEXYZ色空間に色が見分けにくい傾向を示す3種の混同色線を重ねた図。

色覚異常は、かつて色盲と呼ばれたため、「白黒に見える」ような誤解を持つ者も見られるが、それは稀な1色型色覚の場合のみである。先天色覚異常の大多数を占める赤緑異常の当事者は、有彩色を検知している。先天色覚異常者の色弁別能（2つ以上の色が同じか違うかを判別する能力）は、正常色覚者の色弁別能に劣る。しかし、軽度の先天色覚異常者の色弁別能は、日常生活で特に不便は感じない
。

### 混同色
色差が少なく、見分けにくい色の組み合わせを混同色と呼ぶ
。
以下のような色の組み合わせの例は、正常色覚者と先天色覚異常者とで見分けやすさが異なる場合が多い。正常色覚者にとっては同系色でない色彩の組み合わせを、先天色覚異常者が同系色と認識する、あるいは色相を特定できないなどといったことが生じる場合がある。狭い面積に配色された物（細い線の文字など）は、より判別し難くなるなど、色彩以外の条件も影響する。なお、以下の色彩は、各々のコンピュータやディスプレーの設定・特性に影響されるため、参考程度に考えるべきである。また、これらは先天色覚異常の説明のための物に過ぎず、色覚異常の判定に用いることは不適切である。大雑把に言えば、明度が近い場合に、赤っぽさと緑っぽさを混同しているように見える。
| 淡赤と淡緑                |
| 淡赤と淡灰                |
| 淡緑と淡灰                |
| 淡青紫と淡青灰            |
| 淡青緑と淡青灰            |
| 淡青紫と淡青緑            |
| 赤味青と緑味青            |
| 青紫と暗青                |
| 赤味黄と緑味黄            |
| 黄赤と黄緑                |
| 暗黄と暗緑                |
| 暗赤と暗緑（重度の場合）  |
| 赤黒と黒（1型色覚の場合） |
| 赤と暗橙（1型色覚の場合） |
| 緑黒と黒（2型色覚の場合） |
| 青緑と灰（2型色覚の場合） |

## 遺伝と発生頻度

### 遺伝
1型色覚と2型色覚は、遺伝性であることはよく知られており、伴性潜性遺伝と呼ばれる遺伝形式である。ヒトには46個の染色体があるが、よく似た形の染色体が2個ずつあって対をなしており、相同染色体と呼ばれる。つまりヒトには23対あるわけだが、そのうち22対を常染色体といい、残りの1対は性染色体と呼ばれる。46個の染色体の半分は父親から、もう半分は母親から譲り受けたものである。
伴性潜性遺伝の「伴性」とは「性に伴う」という意味で、男女の性別に関係がある性染色体による遺伝である。性染色体にはX染色体とY染色体があり、男性はXY、女性はXXという組み合わせで持っている。分かりやすいように符号を付けて、父親の持つ性染色体を X (f) とY、母親の持つ性染色体をX (m1) と X (m2) とすると、生まれてくる子どもの性染色体は以下の4通りになる。XXであれば女子が、XYであれば男子が生まれる。
- X (f) X (m1)
- X (f) X (m2)
- X (m1) Y
- X (m2) Y

次に、遺伝には顕性遺伝・潜性遺伝というものがある。相同染色体の一方のみに因子があるだけで遺伝的形質を現すものを顕性遺伝子という。そして、相同染色体の片方にしか因子ないときにはその形質を現さず、両方にあってはじめてその形質を現すものを潜性遺伝子という。
1型色覚と2型色覚の色覚異常では、その因子はX染色体にあり、伴性潜性遺伝となる。女性の場合、性染色体はXXであるから、一方のX染色体に色覚異常の因子があっても、もう一方のX染色体が正常であれば、色覚異常は発現しない。女性の場合はXXの両方に因子がない限り色覚正常となる。ただし、本人には形質が現れなくとも遺伝子を持っている状態であり、このような人を遺伝的保因者と呼ぶ。保因者の女性から生まれる子どもは1/2の確率で遺伝する。男性の場合、性染色体はXYであるため、X染色体に色覚異常の因子があればこれを抑えるものがなく、直ちに色覚異常が発現する。
遺伝の仕方には、以下の5つの型が考えられている。
1. 父親が色覚異常で、母親が正常の場合
生まれてくる男子はすべて正常で、女子はすべて保因者となる。
2. 父親は正常、母親が保因者の場合
男子は半数が色覚異常になり、半数が正常となる。女子は半数が保因者、半数が正常となる。この半数というのは統計的に50%の確率という意味である。
3. 父親が色覚異常で、母親が保因者の場合
男子は半数が色覚異常になり、半数が正常となる。女子は半数が色覚異常、半数が保因者となる。
4. 父親は正常、母親が色覚異常の場合
男子はすべて色覚異常になる。女子はすべて保因者になる。
5. 父親も母親も色覚異常の場合
男女に関わらず、生まれてくる子どもは必ず色覚異常になる。

### 発生頻度
先天色覚異常の発生頻度は、一般的に日本では男性で約5%、女性で約0.2%とされるが、報告によって差がある。1979年に名古屋市で約33,000 人の児童を対象とした大規模調査が行われたが、この調査では男性の4.50％、女性の0.156％であり、これが日本の都市部における標準値と考えられている。
| 報告年 | 地域       | 報告者       | 男    | 女     |
| ------ | ---------- | ------------ | ----- | ------ |
| 1959年 | 静岡市     | 馬嶋昭生ほか | 5.05% | 0.27%  |
| 1969年 | 利尻島     | 市川宏ほか   | 6.83% | 0.8%   |
| 1972年 | 和歌山県   | 飯沼巌ほか   | 5.97% | 1.34%  |
| 1980年 | 名古屋市   | 市川一夫ほか | 4.50% | 0.156% |
| 1993年 | 全国       | 文部省       | 3.76% | 0.18%  |
| 1993年 | 長崎県     | 長崎県       | 3.61% | 0.15%  |
| 1993年 | 上五島地方 | 戸田俊一郎   | 3.86% | 0.41%  |

1959年に眼科学者の馬嶋昭生や市川宏などが静岡市の2つの小学校の男子1524人、女子1509人に対して行った調査を報告したが、男子の色覚異常が多く77人、5.05%であった。女子は4人だけで0.27%であった

。また、1969年にも北海道の利尻島のすべての中学校7校の男子674人、女子622人を調査した結果を報告し、こちらでは男子6.68%、女子0.80%となっており、頻度に差がある

。なお、1色覚、3型2色覚、3型3色覚の発生頻度は極めて低いと言われるが、これらの調査では発見されていない。
| 性別 | 1型3色覚 | 1型2色覚 | 2型3色覚 | 2型2色覚 | 計    |
| ---- | -------- | -------- | -------- | -------- | ----- |
| 男   | 0.46%    | 0.26%    | 2.03%    | 2.30%    | 5.05% |
| 女   | 0%       | 0%       | 0.2%     | 0.07%    | 0.27% |

| 性別 | 1型3色覚 | 1型2色覚 | 2型3色覚 | 2型2色覚 | 計    |
| ---- | -------- | -------- | -------- | -------- | ----- |
| 男   | 1.19%    | 0.74%    | 3.71%    | 1.04%    | 6.68% |
| 女   | 0%       | 0.16%    | 0.64%    | 0%       | 0.80% |

発生頻度を考える際、色覚検査の方法によって異なる結果になる点には注意が必要である。

## 研究

### 「色を識別しない人たちの島」ピンゲラップ島
ミクロネシア連邦のピンゲラップ島は、12人に1人を1色覚者（錐体を持たない）が占める島である。これは、1775年頃に島を襲ったレンキエキ台風によって人口が20数人にまで減ってしまい、その生き残りに1色覚者がいたため、孤立した環境で近親婚を繰り返した結果、1色覚者の割合が高くなった結果である。1色覚者は、暗い場所で微妙な明かりを見分けられるとされている。このため、ピンゲラップ島において1色覚者の人々の多くは、夜釣りの漁師として働いている。

### 進化学
脊椎動物の色覚は、網膜の中にどのタイプの錐体細胞を持つかによって決まる。魚類、両生類、爬虫類、鳥類には4タイプの錐体細胞（4色型色覚）を持つ種が多い。よってこれらの生物は、長波長域から短波長域である近紫外線までを認識できると考えられている。一方で、ほとんどの哺乳類は錐体細胞を2タイプ（2色型色覚）しか持たない。哺乳類の祖先である爬虫類は、4タイプ全ての錐体細胞を持っていたが、2億2500万年前には、最初の哺乳類と言われるアデロバシレウスが生息し始め、初期の哺乳類は主に夜行性であったため、色覚は生存に必須ではなかった。結果、4タイプのうち2タイプの錐体細胞を失い、青を中心に感知するS錐体と赤を中心に感知するL錐体の2錐体のみを保有するに至った。これは、赤と緑を十分に区別できない、いわゆる「赤緑異常」の状態である。この色覚が哺乳類の子孫に遺伝的に受け継がれていった。
ヒトを含む旧世界の霊長類（狭鼻下目）の祖先は、約3000万年前に、X染色体にL錐体から変異した緑を中心に感知する新たなタイプの錐体（M錐体）視物質の遺伝子が出現し、ヘテロ接合体の2本のX染色体を持つメスのみが3色型色覚を有するようになり、さらにヘテロ接合体のメスにおいて相同組換えによる遺伝子重複の変異が起こり、同一のX染色体上に2タイプの錐体視物質の遺伝子が保持されるようになり、X染色体を1本しか持たないオスも3色型色覚を有するようになった。これによって、第3の錐体細胞が「再生」された。3色型色覚は、植物の緑色の葉と、熟して葉とは別な色に変色した果実を、見分けて発見する際などに有利だったと考えられる。
時代を下ってヒトの色覚の研究成果により、ヒトが属する狭鼻下目のマカクザルに色覚異常がヒトよりも非常に少ない点を考慮すると、ヒトの祖先が狩猟生活をするようになり3色型色覚の優位性が低くなり、2色型色覚の淘汰圧が低下したと考えられる。色覚異常の出現頻度は狭鼻下目のカニクイザルで0.4%、チンパンジーで1.7%である。新世界ザル（広鼻下目）はヘテロ接合体のX染色体を2本持つメスのみが3色型色覚を有し、
オスは全ての個体が色覚異常である。これは狭鼻下目のようなX染色体上での相同組換えによる遺伝子重複の変異を起こさなかったためである。ヒトは上記のような狭鼻下目の祖先のX染色体の遺伝子変異を受け継いでいる。

## 歴史
色覚異常については、1600年代には報告がある。1602年に中国・明時代の王肯堂の医学書『證治準縄目部』に「視赤如白證（赤を白のように見える症状）」という記述があり、これが色覚異常に関する最古の文献記録とされる。1644年『審視瑶函』にも「視赤如白證」がある。
日本では江戸時代の1679年に名古屋玄医が『医方問余』の中で『證治準縄目部』を引用し、国内に紹介した。1712年に写本された真嶋流目薬秘書にも色覚論と思われる記載がある。これらが現在の色覚異常の記録か、詳細は不明である。
1777年、イギリスのジョセフ・ハッダートが、ハリス兄弟の遺伝性の色覚異常の症例を報告。緑を黄色、赤を青と認識する特徴を記録した。これは、色覚異常に関する最初の確実な報告とされる。
1794年、イギリスの化学者・物理学者ジョン・ドルトンが自身の色覚異常を自覚し、分析した。1798年にドルトンが発表した論文が色覚異常の研究の礎となった。色覚異常は「ドルトニズム（Daltonism）」という呼称が生まれた。
1810年、ゲーテは著書『色彩論』で色覚異常について触れ、他の人と違う色覚を持つ学生を調べいくつかの絵具を見せる検査を行っている。ゲーテは「青」の感覚に異常があると考え「青色盲（Akyanoblepsie）」と呼んだが、その後の調査では赤色盲であったと考えられている。
1875年、スウェーデンで鉄道衝突事故があり、生理学者フリチオフ・ホルムグレンは、「機関手が色盲で信号を間違えたのが原因」と報告した。これは、色覚検査の世界的な普及を促した歴史的事件として知られている。1876年にスウェーデンは率先して鉄道員・船員に色覚検査を実施する規定を設けた。翌1876年にはドイツが、1879年にはオーストリアがこれに倣った。ただし、この事故では、色覚異常と事故の直接的な因果関係は証明されていない。2012年のジョン・モロン博士らの論文では、信号誤認以外の要因が事故原因として指摘され、色覚異常を主原因と断定する証拠がないと結論付けた。
1876年、ホルムグレンは世界初の実用的な色覚検査法としてホルムグレン毛糸検査法を開発した

。微妙に色の違う毛糸を用意し、見本と同じものを選ばせるという検査である。その色を何色と呼ぶかに関わらず、色を見分けられるかを判定するという客観的な手法であった。これを発端として色覚の検査方法が発展していった。
1877年、ドイツの眼科医スチルリングが仮性同色表を開発し、客観的検査法が確立した。仮性同色表は、健常者と異常者で異なる色に見える図版である。
1907年、ドイツの生理学者・物理学者ヴィルヘルム・ナーゲルが色光混合装置・アノマロスコープを発明し、色覚異常の精密診断が可能になった。
1910年、眼科医の小口忠太が日本では初めての色覚検査表として「色神検査表」を作成した。スチルリング表を参考にしたものだった。
1910年以降になると、日本でも色覚検査が広まった。遅くとも1912年の時点で海軍兵学校、商船学校、工業高校の入試、鉄道員の採用で色覚検査が行われるようになった。陸軍では、色覚異常は将校に採用しないこととした。海軍も志願兵に対して色覚検査を行い、採用を制限するようになった。
1916年、医学者の石原忍が石原表を考案した。
1920年、日本では学校での色覚検査が始まった。

## 社会生活
色というものは自分がどう見えているのかを他人と比較しようがないので元々主観的な要素が強く、一番多い視力自体は悪くはない赤緑異常の場合、赤と緑が同系統の色に見えても先天性のためそれに慣れてしまっており、周囲の物の色などは学習して見分けられることが多く、「検査して初めて気がついた」という人が通常であり、また明治時代の日本で全色盲であっても自身でそれを把握しているので布などは買う際に色を聞いて覚えておくことで明るさだけで区別し、小学校で裁縫の教師をしていた人なども報告されている。
ただし、果実の色のように固定的でなく微妙な変化があるものの場合は見分けられず「木の実の収穫で青い実を誤って取る」「初見のもの（新しく買った服の色合いなど）に対応できない」といったようなトラブルは古くから報告されており、石原表で有名な石原忍はこうしたことを理由に「自分が色盲だと云うことを知っていれば（当人にとって）都合が良い」（迷った場合人に聞く、間違えやすい色の場合注意したり見方を変え対応できることがあるなど）と述べている。
これ以外に信号の色の判別が難しい、肉の焼け具合がわかりにくい、顔色がわかりにくい）など、非当事者には十分に知られていない部分も多い。また「色盲」「異常」などの言葉の語感ゆえ誤解・理解不足による偏見を招き、社会生活の多くの面で制限を受ける場合が多い。

### 日本の学校における色覚検査
1920年以降、日本の小学校では、全児童を対象に石原表を用いた色覚検査が行われた。
1991年6月、日本眼科医会が健康診断の色覚検査の全廃を主張する要望書を文部大臣に提出した。これは眼科医らの総意ではなく、全廃に反対する主張もあった。
1995年以降は、小学校4年時における1回だけになった。また、プライバシーを守るため別室で行うことになった。
2002年3月末、学校保健法施行規則が改正され、文部科学省は「色覚異常についての知見の蓄積により、色覚検査において異常と判別される者であっても、大半は支障なく学校生活を送ることが可能であることが明らかになってきていること、これまで、色覚異常を有する児童生徒への配慮を指導してきていること」を理由として、色覚検査を定期健康診断の必須項目から削除した。この変更は翌年から実施され、2003年4月1日以降、健康診断での色覚検査は行われなくなった。なお、希望者に対しては本人と保護者の同意のもとで色覚検査を行うことになったが、多くの学校では実施しなかったとされる。
2013年、日本眼科医会は色覚異常の子どもの多くが異常に気付かぬまま進学・就職時期を迎え、進路の断念などのトラブルを経験していると報告した。10月、日本眼科医会と日本眼科学会が合同で文部科学省へ色覚検査再開の要望書を提出した

2014年、文部科学省は学校保健安全法施行規則を一部改正し、事前の同意を得た上での個別の検査・指導などの働きかけを適切に行い、保護者などに色覚に関する周知を積極的に行うように通知した。2016年度から、児童生徒に「色覚希望調査票」を配布し、希望者に色覚検査を実施することにした。
2025年現在、学校における色覚検査は任意検査となっているが、多くの学校では色覚検査の意義を説明したお知らせを配布し、同意があった場合には検査をしている。検査時期は学校によって異なり、小学校4年時に行う学校が多いが、小学校1年時や中学校、高校で行う学校もある

。
| 年                 | 内容 |
| ------------------ | --- |
| 1920年（大正9年）  | 初めて身体検査規定に「色神検査」として登場 義務教育の中で在学中に1回行う |
| 1944年（昭和19年） | 戦時中の特例により検査規定から外された |
| 1949年（昭和24年） | 色覚検査が復活 |
| 1958年（昭和33年） | 学校保健法が制定され、4月から施行 色覚検査が定期健康診断の必須項目となり、毎年、全児童に色覚検査を行う 「色神検査は就学時から毎年行い、学校現場で障害の有無および種別を明らかにする」とした                                   |
| 1973年（昭和48年） | 小学校1・4・6年、中学校1年、高等学校1年、高等専門学校1・4年で色覚検査を行う 「色覚異常の程度を調べる」とした 「色神」を「色覚」に改めた                                                                                       |
| 1978年（昭和53年） | 「色覚異常の有無を調べる｣とした |
| 1995年（平成7年）  | 学校保健法施行規則が改正され、小学校4年時のみ行う プライバシー保護のため個室で行うようになる ｢授業に差し支えるか否かを調べる」「先天異常を選び出すものではない｣｢学習に支障のない軽度の異常については、異常と見なさない｣とした |
| 2002年（平成14年） | 3月末、学校保健法施行規則が改正され、定期健康診断の色覚検査は廃止が決定 |
| 2003年（平成15年） | 4月1日、定期健康診断の色覚検査が廃止 希望者のみの色覚検査を行うこととしたが、実際にはほとんど行われなくなった |
| 2014年（平成26年） | 4月30日、文部科学省が「学校保健安全法施行規則の一部改正等について」の通知 色覚検査の実施体制の整備を求めた |
| 2016年（平成28年） | 4月1日、学校保健法施行規則が施行 積極的な色覚検査が行われるようになる |

### 日本における大学への入学制限
戦前の旧学制下では、高等師範学校、女子高等師範学校をはじめ教員養成学校は色覚異常を入学不可としていた。1902年に制定された「高等師範学校女子高等師範学校及ぶ師範学校入学志願者中入学禁止スベキ者」（文部省令第5号）により定められていた。この当時、高等工業学校、高等農林学校、旧制医学専門学校なども色覚異常は入学不可だったのではないかと推測されている。
戦後の新制大学、1950年代には色覚異常による不合格者は結核に並んで多かったという記録が残っている。具体例として、1953年、大学受験生向けの月刊雑誌『螢雪時代』が病気を理由に多くの不合格者を出した大学の例を紹介している。色覚異常が理由の不合格者は、東京学芸大学1名、福井大学4名、金沢大学76名、神戸商船大学1名、神戸大学30名、福岡学芸大学16名などであった。当時から大学ごと、また学部・学科ごとに色覚異常の制限は異なった。一般的に理系は不採用が多く文系は問題ない傾向があると言われた。ただし教員養成系は不合格になるところが多く、これは文部省の定めた教職員採用時の身体検査基準が強度の色覚異常を不適格としていたためと考えられている。東京大学など、色覚による制限をまったく行わない大学もあったが、ごく少数の大学に限られた。
1970年代に入ると障害者問題についての理解が社会全般で高まり、大学入試における色覚異常の扱いも徐々に変化した。私立大学では色覚異常による制限を廃止する大学が増加した。
1980年代、眼科医の高柳泰世が全国の大学484校から入試要項を取り寄せ大規模調査したところ、「色盲および色弱者は不合格とする」「色覚異常者は原則として受験できない」などと記載し、色覚異常者に対して入学を制限している大学が多数存在することが明らかになった

。
特に国立大学に多く、94校のうち半数の47校が入学制限を課していた。私立大学では333校のうち21校で、比較すると低い比率であった。また、医学部、歯学部、薬学部、農学部、教育学部の制限は他学部に比べ高かった。高柳はアメリカ、イギリス、西ドイツ、スイス、ノルウェーなど各国の状況を調べたが、色覚異常を理由に大学入学を制限する国は見つからなかった。
1986年2月には朝日新聞がこの調査を社会面で全国に報道。5月、国立大学協会が各国立大学あてに色覚異常による入学制限を早急に大幅な緩和ないし撤廃するよう求める文書を送った。また同月、文部省は各国立大、公立大、私立大などに向け、色覚異常による入学制限を廃止あるいは大幅に緩和するよう見直しを求める通知をした。翌6月、日本眼科医会は公立大学協会と日本私立大学協会に対し、色覚異常による入学制限を可能な限り緩和するか廃止するよう要望書を送った。これに応じた公立大学協会は、規制の緩和か撤廃が適当との見解に達し、各公立大に通知した。1990年8月、国立大学協会は再度通知を出し、色覚異常による入学制限を廃止か大幅に緩和する見直しを求めた。1993年、文部省は、大学入試の際に高校から提出する調査書の「色覚異常」の欄を削除するよう通達を出した。
高柳は10年に渡り調査を続けたが、1980年代から1990年代にかけて大学入試の制限が急速に緩和されたことを明らかにしている。1992年、公立大学では制限する大学がゼロになった。また、すべての国立大学の教育学部、農学部、理学部で制限が撤廃された。1993年、79大学の医学部が制限を撤廃した。1994年、歯学部の規制が撤廃。1995年、薬学部の規制が撤廃。1995年、明治薬科大学と中村学園大学が制限を撤廃し、私立大学では早稲田大学と東海大学の2学校になった。1999年までで早稲田大学も制限を撤廃した。
| 年                 | 国立大学 94校 | 公立大学 39校 | 私立大学 333校 | 大学校 18校 | 計 484校     |
| ------------------ | ------------- | ------------- | -------------- | ----------- | ------------ |
| 1986年（昭和61年） | 47校 (50.0%)  | 5校 (12.8%)   | 21校 (6.3%)    | 5校 (27.8%) | 78校 (16.1%) |
| 1987年（昭和62年） | 23校 (24.5%)  | 2校 (5.1%)    | 14校 (4.2%)    | 5校 (27.8%) | 44校 (9.1%)  |
| 1988年（昭和63年） | 9校 (9.6%)    | 1校 (2.6%)    | 11校 (3.3%)    | 5校 (27.8%) | 26校 (5.4%)  |
| 1990年（平成2年）  | 5校 (5.3%)    | 2校 (5.1%)    | 10校 (3.0%)    | 5校 (27.8%) | 22校 (4.5%)  |
| 1991年（平成3年）  | 4校 (4.3%)    | 1校 (2.6%)    | 8校 (2.4%)     | 5校 (27.8%) | 18校 (3.7%)  |
| 1992年（平成4年）  | 3校 (3.2%)    | 0校           | 6校 (1.8%)     | 5校 (27.8%) | 14校 (2.9%)  |
| 1993年（平成5年）  | 2校 (2.1%)    | 0校           | 4校 (1.2%)     | 5校 (27.8%) | 11校 (2.3%)  |
| 1994年（平成6年）  | 2校 (2.1%)    | 0校           | 4校 (1.2%)     | 5校 (27.8%) | 11校 (2.3%)  |
| 1995年（平成7年）  | 2校 (2.1%)    | 0校           | 2校 (0.6%)     | 5校 (27.8%) | 9校 (1.9%)   |
| 1996年（平成8年）  | 2校 (2.1%)    | 0校           | 2校 (0.6%)     | 5校 (27.8%) | 9校 (1.9%)   |

2014年現在、入学制限が残っているのは国立大学の東京海洋大学、神戸大学の2校、私立大学では東海大学の1校で、航海士や機関士といった船舶職員を養成する海洋学部関係の一部コースとなっている。東京海洋大学の募集要項では、健康診断基準は｢船舶職員及び小型船舶操縦者法施行規則｣別表第三に規定された海技士身体検査基準表及び｢船員法施行規則｣第二号表に従っているとしている。海洋学部関係で制限が残っているのは、船員の訓練や資格を定める国際条約であるSTCW条約に色覚のチェックがあるためとされている。
大学校については、1980年代の調査で防衛大学校、防衛医科大学校、国立波方海上技術短期大学校、水産大学校、海上保安大学校の5校は色覚による入学制限があり、これは2014年の調査でも変わっておらず、2025年現在でも変わっていない。
| 学校名                 | 制限 |
| ---------------------- | --- |
| 東京海洋大学           | 船舶職員としての職務に支障をきたすおそれのある色覚の異常がないこと。（令和7年度 学生募集要項） 海事システム工学科（航海士） 基準:以下の色覚検査に合格すること。 石原色覚検査表（国際版38表）及びパネルD-15を使用し、少なくともパネルD-15を用いた検査に合格すること。 海洋電子機械工学科（機関士） 基準:以下の色覚検査に合格すること。 石原色覚検査表（国際版38表）及びパネルD-15を使用し、少なくともパネルD-15を用いた検査に合格するか、いずれも不合格の場合には、船員法指定医療機関における特定船員色識別適性確認表を用いた検査に合格すること。 |
| 神戸大学               | 海事科学部 航海士 色覚検査に合格すること。※石原色覚検査表（国際版38表）及びパネルD-15を使用し、少なくともパネルD-15を用いた検査に合格すること。 機関士 色覚検査に合格すること。※石原色覚検査表（国際版38表）及びパネルD-15を使用し、少なくともパネルD-15を用いた検査に合格するか、いずれも不合格の場合には船員法指定医療機関における特定船員色識別適性確認表を用いた検査に合格すること。 |
| 防衛大学校             | 色盲または強度色弱は不可（令和6年度入校 受験要項） |
| 防衛医科大学校         | 色盲または強度色弱は不可（令和6年度入校 受験要項） |
| 水産大学校             | 船舶職員としての職務に支障をきたすおそれのある色覚の異常がないこと（令和7年度 学生募集要項） |
| 波方海上技術短期大学校 | 船舶職員としての職務に支障をきたすおそれのある色覚の異常がないこと（2026年度入学用 学生募集要項） |
| 海上保安大学校         | 色覚に異常のある者（職務遂行に支障のない程度の者は差し支えない。）（2024年度 受験案内） |

### 職業

#### 日本における就職制限の歴史
日本国内では、色覚異常者の就職は広く制限されてきたが、徐々に緩和されてきた歴史がある。一例にかつて銀行は「伝票の色が区別できない」という理由で色覚異常者を門前払いしていたが、現在では銀行の規制は全廃されている。
1966年の眼科学者の大熊篤二の報告では、主要企業1117社を調査したところ、技術職員を中心に厳しい採用制限が存在し、サービス業と不動産業を除くすべての業種で50%以上の企業が色覚異常者に対して何らかの制限を行っていた。制限の理由は、製品の色分け作業・色材料取り扱い・色伝票処理・印刷業務・繊維製品選別・交通事故等に支障があるというものだったが、実際にそのような支障事例があったというものよりも支障予測が主であった。
1986年、眼科医の高柳泰世が国立大学に送付された1822社の入社要項を調査したところ、色覚異常者の制限を明示している企業は13％であった。
1991年、市民グループが東京都内の私立大学4校および国立大学1校に寄せられた求人票を調査したところ、色覚異常を不可とする求人の比率は、私立大学4校でそれぞれ34.8%、24.4%、38.2%、3.2%となっており、3割を超える大学もあった。一方、国立大学1校ではそのような求人はゼロであり、大学間の格差も見られた。また、大学が作成する求人票のフォーマットに「色覚異常」の欄（可・色弱可・不可の3つのうちにマルをつける欄）がある大学とない大学があり、色覚の欄が企業側に明確な根拠のない不必要な制限を促しているという懸念も指摘された

。
1993年9月に公共職業安定所で受理された求人の調査では、色覚による制限は、中卒7.7%、高卒5.2%、大卒0%、一般0.9%であり、大学に寄せられる求人よりも明らかに少ない傾向があった。公共就職安定所の求人票では、身体条件で不可とする場合は理由を記載することが企業側に求められており、求人票のフォーマットによって不必要な制限が抑制される可能性が指摘された。
1995年、視覚生理学者の村上元彦は、概して大企業は色覚による規制が少ないが、アパレルメーカー、インテリア、印刷、宝飾品、化粧品などの業種が規制撤廃の受け入れを拒んでいると述べた。
2001年、色覚による差別撤廃の社会的機運の高まりを受け、労働安全衛生法が改正された。現在では民間企業の雇い入れ時の色覚検査の義務は廃止されている。ただし、これは色覚検査の実施を禁止するものではないため、企業によっては色覚検査を実施している場合もある。
厚生労働省は、
- 色覚検査は現場における職務遂行能力を反映するものではないことに十分注意すること。
- 各事業場で用いられている色の判別が可能か否かを確認するだけで十分であること。
- 「色覚異常は不可」などの求人条件をつけるのではなく、色を使う仕事の内容を詳細に記述すること。
- 採用選考時の色覚検査を含む健康診断については、職務内容との関連でその必要性を慎重に検討し、就職差別につながらないよう注意すること。
- 各事業場内において「色」の表示のみにより安全確保等を図っているものについては、文字との併用などにより、誰もが識別しやすい表示方法に配慮すること。

という指導を行っている。しかし実情としては、同じ業種であっても色覚制限の有無は企業によってまちまちである。
2012年、眼科医の中村かおるは、就職後に色覚異常により困難が生じたという多数の例を紹介し、「やや独断的ではある」と断りを入れつつ「異常3色覚でも困難を生じやすい業務」「2色覚には難しいと思われる業務」「2色覚でも少ない努力で遂行可能な業務」「2色覚でもまったく問題ない業務」の目安を提示した

。

#### 日本における各種職業・免許の状況

##### 芸術
絵画など色を使う芸術分野への就業は不可能ではないが、色の判別ができないことは足かせとなるため、安藤正基のように白黒で済む漫画家を目指す者もいる。また石ノ森章太郎は『マンガ家入門』において「色が判別できなければ（アシスタントなどの）他人に塗ってもらえばいい」としている。アメリカン・コミックスでは彩色はカラリストと呼ばれる専門職が担当する。

##### 教員
1986年、名古屋市教育委員会が47都道府県と10政令指定都市を調査したところ、26都道府県と5市は教員採用試験で色覚異常者を制限していた。この制限は緩和され、1991年には5県と3市に減り、1993年には制限はなくなった。

##### 自動車運転免許
運転免許については信号機の色が弁別しづらいために取得できないという誤解が見られるものの、実際は、普通自動車免許については赤、黄、青の3色を弁別できれば取得できる。運転免許が取得できるにもかかわらず、バスの運転手では採用をしないケースもあったが、色覚補正レンズの使用を認める例もある。

##### 船舶
船舶は舷側灯として左舷側には紅灯、右舷側には緑灯の装備が法定（海上衝突予防法21条2項）されており赤緑異常は致命的であるが、海技士はパネルD-15テストで正常とみなされれば受験可能である。また水先法施行規則によれば、水先人になるためには色盲または強度の色弱でないことが求められる。2004年からは、小型船舶操縦士は強度異常であっても、夜間に舷側灯の色が識別できれば免許を取得できるようになった。

##### 航空機
航空機の位置灯は左翼端が赤灯、右翼端が緑灯、上下が赤色の閃光灯であるため、船舶と同じく赤緑異常は致命的であり、操縦士は石原表で正常範囲と認められない場合は不適合となるが、パネルD-15テストの検査と眼科の専門医の判断により適合となる場合もある。一方で、航空管制官の採用試験では、色覚に異常のある者は不合格となる

。航空業界では法的に定めがなくとも航空整備士や地上支援業務を行うグランドハンドリングなど、航空機に接近する職種での色覚異常を有する者の採用は厳しい。

##### 航空管制官
「色覚に異常のある者は不可」となっている。

##### 鉄道運転士
鉄道会社では採用時に色覚検査を行っており、色覚異常者は鉄道会社への就職はできない場合が多かった。また、国交省が定める『動力車操縦者運転免許に関する省令』が根拠法となり、動力車操縦者（鉄道運転士）免許試験では色覚異常者の受験を長らく認めていなかった。
各種職業が色覚異常者の制限を撤廃・緩和していく中、鉄道運転士は色覚異常者を制限する最後のメジャーな職業であったが

、2024年7月に動力車操縦者免許の受験資格が見直され、受験できるようになった。

##### 警察官
警察官採用試験は自治体により異なっていたが、2007年までは全都道府県で「色覚が正常であること」が条件だった。その後、色覚によって制限する都道府県は減り続け、2011年4月に新潟県が制限を撤廃、最後まで残っていた沖縄県も6月に撤廃した。これにより警察官の「色覚が正常であること」を条件とする規定は全廃された。現在は「警察官としての職務遂行に支障がないこと」となっている。

##### 消防士
東京消防庁消防官では1990年代には「正常であること」であったが、現在は規制が緩和され「身体検査で赤・青・黄の識別が可能なこと、色覚健康診断書は不要」となっている。

##### 入国警備官
1990年代には「色覚に以上のある者は不可」であったが、現在は規制が緩和され「色覚に異常があっても職務遂行に支障のない程度の者は差支えない」となっている。

##### 皇居護衛官
1990年代には「色覚に以上のある者は不可」であったが、現在は規制が緩和され「色覚に異常があっても職務遂行に支障のない程度の者は差支えない」となっている。

##### 法務教官
1990年代には「色覚に以上のある者は不可」であったが、現在は規制が緩和され色覚不問となっている。

##### 刑務官
1990年代には「色覚に以上のある者は不可」であったが、現在は規制が緩和され色覚不問となっている。

##### 労働基準監督官
1990年代には「色盲の者は不可」であったが、規制が緩和され、現在は色覚不問となっている。

##### 自衛隊
自衛隊では、1990年代には「色盲、色弱すべて不可」であったが、現在は規制が緩和され「色盲または強度の色弱でないこと」となっている。
航空機関係と潜水艦乗組員には特に厳しい色覚制限が残っているが、その他の職種についてはパネルD-15テストの結果が正常であれば入隊可とされている。これは、防衛医科大学校の医官が実際に自衛官の各業務の内容を実地に精査し、色覚異常の隊員等の勤務成績も勘案した結果出された判断であって、その後10年間の追跡調査でも、色覚異常の有無による勤務成績の差は見られていない。

##### 薬物劇物取扱責任者
1990年代には「全色盲である者は不可」であったが、現在は規制が緩和され「職務遂行に支障がなければ可」となっている。毒物及び劇物取締法による。

##### オートレース選手・審判員
1990年代には「色弱・色盲いずれも不可」であったが規制が緩和され、現在は「信号が識別できれば可」となっている。

##### モーターボート選手・審判員
1990年代には「色弱・色盲いずれも不可」であったが規制が緩和され、現在は「強度の色弱でないこと」となっている。

##### 競馬騎手
「全色盲、全色弱は不可、赤緑色弱は可」となっている。

##### 競馬調教師
「全色盲、全色弱は不可」となっている。

##### 徴兵検査
徴兵検査では多くの国で詳細な色覚の検査が行われてきた歴史がある。日本では石原表が官民で広く用いられていた。男性約22人に1人いる2型色覚の場合には兵科色の中に区別できない物が何種類か存在することになり、軍務を行う上で重大な欠陥として扱われてきた。このため2型色覚は兵役免除の対象になった。たとえば、2型色覚の混同色である橙色と黄緑色はドイツ軍では前者が憲兵、後者が装甲擲弾兵部隊を表していた。
徴兵制が世界的に行われていた時代には身体的欠陥による徴兵不適格者は社会的にあらゆる場面で差別を受けたため、色覚異常は過剰に障害として問題視されたが、現代では兵科色自体があまり使われなくなったことや、誤認を防ぐ色分け方法の発達などによりそれほど問題とされなくなった。

## 対応

### デザイン・ウェブサイト
デザインの分野では、色覚異常者に重要な表示が読みづらくなる可能性を考慮して、特定の色遣いを避けることが推奨されている。ウェブサイト設計においては、前景色と背景色の色差、明度差を一定以上にするようW3Cがガイドラインを示している。
- 赤（R）、緑（G）、青（B）の明るさをそれぞれ0 - 255の256段階で表す。
明度差表示された際の明るさの差を表す。
  - 明度差は（R×299 + G×587 + B×114 ）/ 1000 で計算する。
  - 明度差は125以上が望ましい。

色差表示された際の色相の差を表す。
  - 色差は、RGBそれぞれの前景色と背景色の差を取り、合計した値。
  - 色差は500以上が望ましい。

これらの対応を行えば、色覚異常を有していても読みやすい表示が可能と言われる。加えて、白黒表示環境など多様な環境からのアクセシビリティの確保にも有利だと考えられる。

### 交通信号機

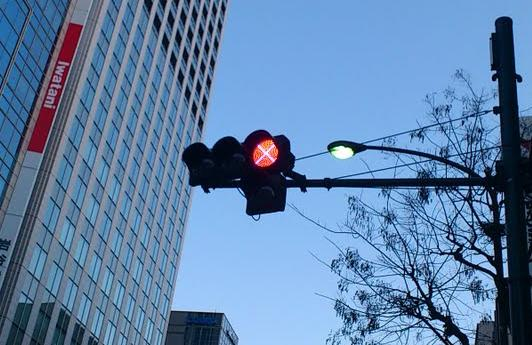
2012年2月に、東京都・芝郵便局前交差点に試験設置された信号機。
赤信号にピンク色で×印を表示している。

1910年代までには、もっとも多い赤緑異常の場合、青黄の判別は支障がないと分かっていたので、鉄道や船の信号に色覚異常者にとって紛らわしい色（純粋な赤と緑）はそのまま用いず、黄や青を加えるという方法が行われていた。
その後、道路の交通信号機では、照明を白熱電球からLEDに変更した影響により、色覚異常者が以前より色の判別が難しくなったとの指摘もある。しかし、赤信号に特殊なLEDで×印を表示する方法で、色覚異常者が赤と黄信号を判別しやすいように配慮されたユニバーサルデザインの信号機が開発された。

### 電子機器
状態を表示するために2色LEDを使用している電子機器において、その多くが赤と緑の組み合わせであるため、色覚異常で最多を占める赤緑異常のヒトには、状態を判別できない。しかし、青色LEDの実用化に伴い、青とアンバーや青と赤の組み合わせの2色LEDも製品化された。

## 治療
日本においては、鍼灸などの治療家や医療研究家による、先天色覚異常は治療可能であるという主張があり、その主張を支持する医師、研究者、当事者らも一部に存在する。しかし、眼科学において先天色覚異常が治療されたとみなされる例は、現在のところ報告されていない。
一方で、「治療」という言い方が正しいのか微妙な所だが、かなり古くから「赤緑異常でも赤緑の色の区別はできなくても明るさは区別できる」のでそれを利用して赤と緑の光を増減することで判断しにくいものを判別する手法があった。第一の方法は色フィルターを使うもので、普通に見ると同程度の明るさに見えても赤や緑のガラス越しに見ることで緑と赤で明るさが変わる（赤フィルターの場合、赤→明るく、緑→暗くと変化する。緑フィルターの場合は逆で、どちらの場合も同程度の明るさの無彩色の灰色の場合は変化が起きない。）ので区別ができるようになる。第二の方法は光源を変えることで、太陽光では同程度に見えても、赤みの強い低温の光源（マッチやランプなど）で見ると赤が明るく緑が暗くなるので判別できるようになるというものである。
また、第一の方法を応用し「上だけ色のついた度の無いレンズの眼鏡」を装着し、透明な側と色付き側を交互に見れるように訓練をして「当人に一見同色に見えるが違う色」を把握し、それぞれのわずかな色味の違いを見分けられるようにするという訓練なども行われたことがある。
（ただし、補正グラスで通常ではわからない色の区別ができるようになること自体は間違ってはいないが、「練習表で訓練をさせる」という行為は後に心理的な効果が認められるのみと分かったため、1960年代までには行われなくなっている。）